# Ateuchus candezei
Ateuchus candezei là một loài bọ cánh cứng trong họ Bọ hung (Scarabaeidae).